# Son de Sol
Son de Sol est un groupe flamenco-pop espagnol, composé de trois sœurs : Sole, Esperanza et Lola, originaires de Écija, dans la province de Séville, en Andalousie. Le trio a été sélectionné pour représenter l'Espagne à l'Eurovision en 2005, à Kiev.
Durant la pré-sélection nationale, diffusée par la télévision espagnole les 4 et 5 mars 2005, la chanson du groupe, Brujería, obtient 24,2 % des votes, les plaçant devant les favoris, Las Supremas de Móstoles, avec une avance de seulement 2,4 %. La chanson est produite par Manuel Ruiz, qui a également produit The Ketchup Song, hit du groupe Las Ketchup.
Du fait du rôle de l'Espagne en tant que contributeur majeur de l'Eurovision, Son de Sol était un des 14 participants directement sélectionnés pour la finale de Kiev le 21 mai. Le trio termina 21ème sur 24 pays participants.

## Discographie
- De Fiesta Por Sevillanas (1999)
- Callejuela (2002)
- Brujería (avril 2005)
- Directo a ti (avril 2008)

Son de Sol n'ont pas eu beaucoup de succès en Espagne, atteignant avec leur premier album, De Fiesta Por Sevillanas, la 3569e position des charts espagnols, se vendant à moins de 100 exemplaires. Avec Callejuela, elles se classent à la 1025e position en Espagne. Après ces résultats décevants, leur maison de disques les laissent tomber, et en 2005, Son de Sol décident de produire leur 3e album avec RTVE Records (maison de disques de la chaîne TVE), sous le nom de Brujería. Le label les choisit pour représenter leur pays à l'Eurovision 2005 à Kiev. Son de Sol finissent à une décevante 21e place, et en conséquence RTVE décide de ne pas sortir un deuxième single et se sépare du groupe.